# Anagé
Anagé est une municipalité brésilienne de l'État de Bahia et la microrégion de Vitória da Conquista.

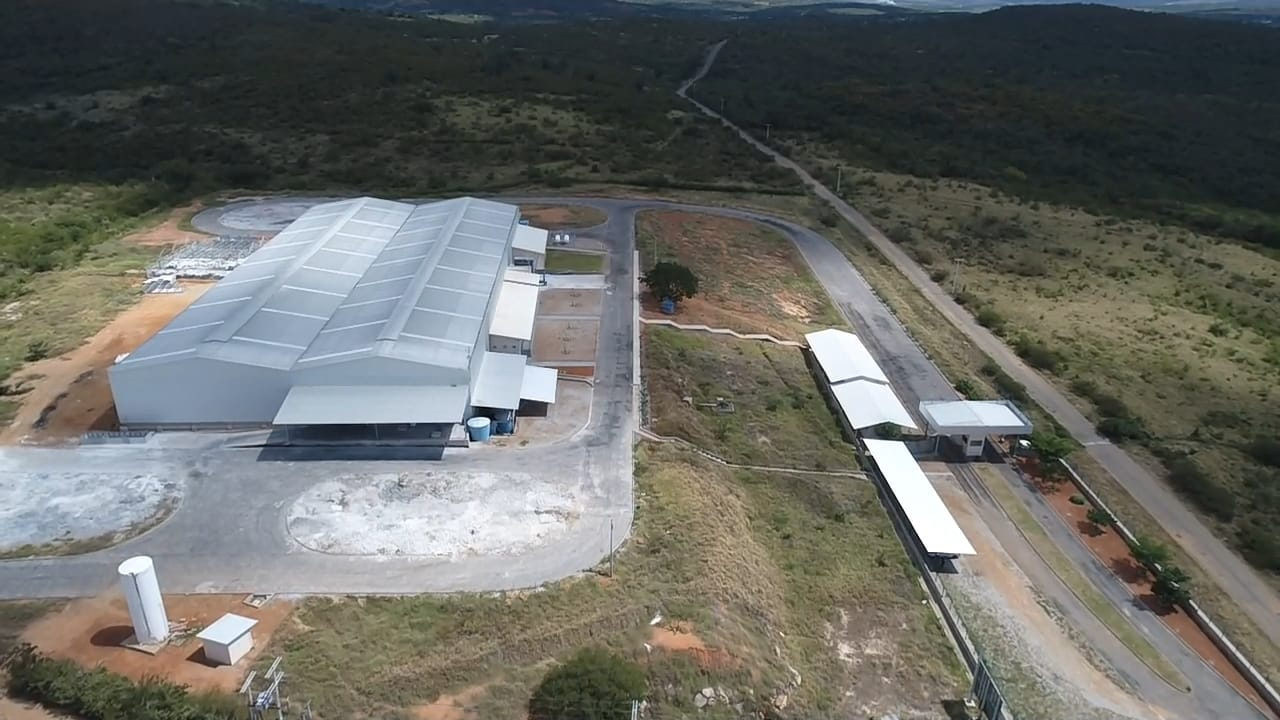
Unité industrielle PlacLux à Anagé